# Боголюбов, Николай Михайлович (богослов)
Николай Михайлович Боголюбов (8 [20] мая 1872, Нижегородская губерния — 13 мая 1934, Горький) — митрофорный протоиерей Православной российской церкви, богослов.

## Биография

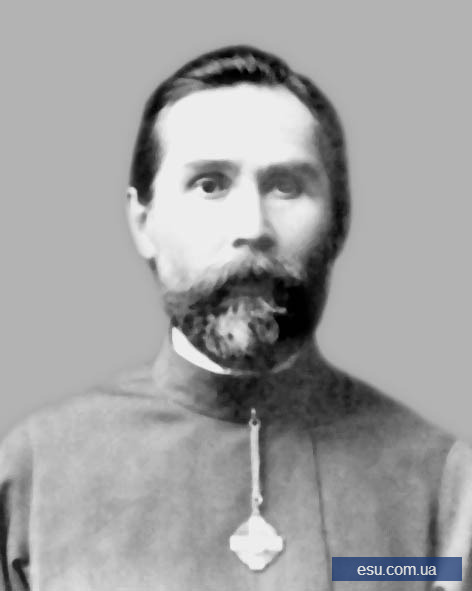
Николай Боголюбов в молодости

Родился 8 (20) мая 1872 года в семье священника в селе Павловское Нижегородской губернии (Глуховская волость, Ардатовскогог уезда).
Окончил в 1886 году Лысковское духовное училище, в 1892 году Нижегородскую духовную семинарию и в 1896 году Московскую духовную академию со степенью кандидата богословия. Изучал семитологию и египтологию, а также историю раннего христианства в Берлинском университете.
С 1896 года преподаватель в церковно-приходской школе села Высоково Балахнинского уезда Нижегородской губернии, с 1897 года преподаватель Закона Божия, географии, русского языка и дидактики в Нижегородском женском епархиальном училище, с 1900 года преподаватель логики, психологии и истории философии в Нижегородской духовной семинарии.
31 марта 1900 года защитил магистерскую диссертацию в Московской духовной академии на тему «Теизм и пантеизм», получившую в 1901 году премию митрополита Макария.
С 1902 года надворный советник, с 1905 года коллежский советник. В 1906—1909 годах главный редактор Нижегородского церковно-общественного вестника.
С 14 сентября 1909 года иерей, законоучитель в Нежинском историко-филологическом институте князя Безбородко. С 1913 года профессор богословия и настоятель домового храма Императорского университета Святого Владимира в Киеве. В 1915 году вместе с университетом эвакуировался в Саратов, затем вернулся в Киев.
В 1917 году делегат Всероссийского съезда духовенства и мирян, член Поместного собора Православной российской церкви, участвовал в 1-й сессии, член I, II, VI, XII, XV, XX отделов.
15 октября 1917 года советом Московской духовной академии присуждена степень доктора богословия за сочинение «Философия религии». Главные темы дальнейших научных трудов — богословские и философские аспекты религии.
С 1918 года протоиерей. В связи с ликвидацией кафедры богословия в Свято-Владимирском университете, с 1919 по 1922 год служил настоятелем храма Рождества Пресвятой Богородицы в селе Великая Круча Пирятинского уезда Полтавской губернии, с 1923 года ключарь Покровского храма на Приорке в Киеве, с 1925 года настоятель храма Всемилостивого Спаса в Нижнем Новгороде, с 1928 года председатель Нижегородского епархиального совета.
В 1928 году без предъявления обвинения заключён в тюрьму на Арзамасском шоссе. В августе 1930 года освобождён по ходатайству сына Николая, который по совету митрополита Сергия (Страгородского) обратился к руководителю ОГПУ Вячеславу Менжинскому. В итоге состоялась встреча Николая Боголюбова-младшего и Менжинского. Отца Николая выпустили на свободу, но из заключения он вышел тяжелобольным. Несмотря на болезнь, он с момента освобождения до кончины продолжал служение в нижегородской церкви Всемилостивого Спаса, завершил второй том «Философии религии» и написал книги о Богоматери и «Жизнь Иисуса Христа».
Умер 13 мая 1934 года. Похоронен за алтарём храма на Бугровском кладбище Нижнего Новгорода.

## Награды
- Набедренник.
- Скуфья (1909).
- Камилавка (1913).
- Орден Святого Станислава 3-й степени (1903)
- Орден Святой Анны 3-й степени (1907).
- Митра (1923).
- В 1998 году установлена памятная доска в нижегородском храме Всемилостивейшего Спаса, где настоятельствовал в 1925—1934 годах.

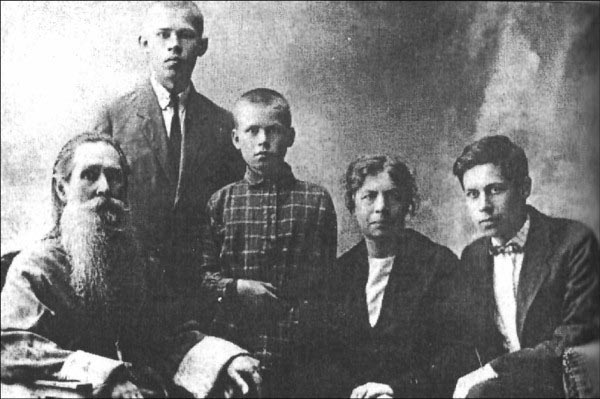
Николай Боголюбов с семьёй: отец Николай, Алексей, Михаил, жена Ольга Николаевна, сын Николай

## Семья
В 1908 году обвенчан с Ольгой Николаевной Люминарской. Дети: Николай, Алексей и Михаил (впоследствии академики).